# Gymnostomum hymenostylioides
Gymnostomum hymenostylioides là một loài Rêu trong họ Pottiaceae. Loài này được (Broth. & Dixon) R.H. Zander mô tả khoa học đầu tiên năm 1993.